# STARCHILD HOUR
STARCHILD HOUR（スターチャイルドアワー）は、文化放送・東海ラジオ・AM KOBE・BSQRの4局で2003年7月から2005年3月まで放送されていたラジオ番組枠の名称である。提供はスターチャイルド。
30分番組2番組にミニ番組を挟み、1時間の枠として放送していた。
2007年4月、文化放送のみで、Web上の番組表に「スターチャイルドアワー」の文言が復活したが、以前と異なり、30分番組1本のみである。番組中での説明などは無く、位置づけははっきりしない。

## 放送時間
- 文化放送 日曜24:30 - 25:30
- 東海ラジオ 土曜22:30 - 23:30
- AM KOBE 日曜25:00 - 26:00

## 放送されていた番組

### 前半
- 堀江由衣の天使のたまご（2003年7月 - 2005年3月、2007年4月 - ）

### ミニ番組
- DROPSのティアフルドロップ（2004年4月 - 2004年7月）
- DROPSのふられ気分も約60秒（2004年8月 - 2005年3月）
- ラジオスタチャマニア（2004年10月 - 2005年3月）

### 後半
- スタチャ情報発信番組 ホレぼれ。（2003年7月 - 9月）
- ラジオのステルヴィア（2003年10月 - 2004年3月）
- 白石涼子のシカイ良好☆ふんたららん（2004年4月 - 2005年3月）

## 備考
番組開始時に、『天たま（堀江由衣の天使のたまご）』のパーソナリティ堀江由衣と、後半の番組のパーソナリティによる、約45秒の番組紹介があった。ただし、掛け合いはほとんど無く、別録りと思われる。
『天たま』の最後で後半の番組にメッセージを送り、後半の番組でそれに答えていた。『天たま』と『ホレぼれ。』の間には交換日記企画もあったが、堀江由衣で止まって、それっきりになった。
枠開始時の番組は共に、それ以前から放送されていた番組である。終了時の番組のうち、前半の『天たま』は継続したが、後半の『ふんたららん』は枠と共に終了した。東海ラジオとAM KOBEではその後も『天たま』の次はキングレコード提供の『angelaのsparking!talking!show!』（スパキン）が放送されており、スターチャイルド提供の1時間枠（ラジオ関西ではさらにスターチャイルド提供の『林原めぐみのHeartful Station』（HS）が続くため、実質2時間枠。2015年4月まで）は継続していた。
なお、東海ラジオは2014年10月改編で『天たま』が枠移動となるが、同番組が『林原めぐみのTokyo Boogie Night（TBN）』と連続するため、スターチャイルド提供の1時間枠は形を変えて維持された。しかし2016年10月改編でどちらの番組もネット打ち切りとなり、東海ラジオにおける旧スターチャイルド系のアニラジ自体が、自社が幹事局である『スパキン』を残すのみとなった。なお、ラジオ関西は『天たま』のネット打ち切りと、『HS』の『TBN』への置き換えを経て、2018年4月時点は『スパキン』と『TBN』による旧スターチャイルド系の1時間枠の維持が続いている。